# Inote! -アイノテ!-
『inote!-ｱｲﾉﾃ!-』は、夕仁による日本の4コマ漫画作品。芳文社の月刊雑誌『まんがタイムきららキャラット』で2009年11月号から2010年1月号までゲスト掲載された後に、2010年4月号から2011年8月号にかけて連載された。正式な題名は、すべての文字が半角表記である。

## 登場人物

### 主要キャラ
ちえ
本名小石原 ちえ。漢字表記は『千慧』。

ななせ
本名小石原 ななせ

カーコ
本名春川 かやこ。漢字表記は『香耶子』。

さくら
本名瀬戸 さくら。漢字表記は『桜』。

こと
本名八重島 こと。漢字表記は『弧都』。

### その他のキャラクター
せんせい

川嶋さん

ミミセンパイ

ばーちゃん

サチコ

## 舞台
山に囲まれ一面に田畑の広がる緑豊かな田舎町である。鹿やイノシシなどが集落に侵入してくることもある。
街のモデルは京都市左京区大原である。

## 書誌情報等

### 単行本
芳文社より『まんがタイムKRコミックス』として刊行されている。第1巻のみで刊行は中断され、連載終盤は単行本化されていない。
1. 第1巻（2011年3月26日発売 2011年4月10日初版発行） ISBN 978-4-8322-4010-0